# Sala Palatului
Sala Palatului este un centru de conferințe și sală de concerte din București, România. Aceasta se află în spatele Palatului Regal de pe Calea Victoriei. A fost construită între anii 1959 și 1960 în timpul regimului lui Gheorghe Gheorghiu-Dej , de către arhitecții Horia Maicu, Tiberiu Ricci, Ignace Serban, inginerii A. Cișmigiu și D. Badea  pentru structură, inginerii Alexandru Anton Necșulea și N. Wegener  pentru acustică, inginerii A. Băilescu și V. Marinescu  pentru instalațiile electrice și iluminat, pe locul unde s-a aflat reședința regală numită „Casa Nouă” (clădirea în care a fost arestat Mareșalul Ion Antonescu în timpul evenimentelor de la 23 august 1944, clădire demolată de bombardamentele germane survenite a doua zi).
Sala Palatului a fost realizată în cinstea celui de-al III-lea Congres al partidului. Ea a găzduit de-a lungul anilor mai multe conferințe importante, precum cea organizată de Comisia Economică a Organizației Națiunilor Unite pentru Europa, Congresul Mondial pentru Populație, Congresul Mondial pentru Energie și Congresul Mondial al Crucii Roșii. Sala a avut inițial o capacitate de 3150 de locuri. În anul 1982, Nicolae Ceaușescu, a dispus mărirea capacității la peste 4000 de locuri. Astăzi, sala principală are o capacitate de 4.060 de locuri  și este construită în formă de amfiteatru, cu o diferență maximă de nivel de 12 m. Scena are o deschidere totală de 28 m și o lățime de 15 m.
Devenită unul dintre simbolurile Bucureștiului, aceasta a găzduit de asemenea și zeci de concerte și evenimente culturale precum Festivalul „George Enescu”, fiind declarată monument istoric (cod LMI B-II-m-B-18423). Sala Palatului este administrată de RAAPPS.